# Tomàs Manyosa i Ribatallada
Tomàs Manyosa i Ribatallada (Sabadell, Vallès Occidental, 1949) és un músic, ballarí, dansaire, mestre i director artístic sabadellenc.
L'any 2008 l'Ajuntament de Sabadell li concedeix la Medalla de la Ciutat al Mèrit Cultural.